# 袁振昇
袁振昇（英語：Yuen Chun Sing Jason，1993年2月16日—），生於香港，香港足球運動員，司職前鋒。

## 早年生活
袁振昇生於香港，早年就讀粉嶺公立學校和拔萃男書院（中一至中二）。在地區青苗計劃師承現時和富大埔教練李志堅，是堅家軍當中成名最早，但最被球迷遺忘的一名，他在小學時已嶄露頭角，在學界賽威風八面，更越級代表香港青年隊南征北戰，在教練李志堅帶領下，他與梁冠聰和方栢倫以及黃威等現時大港腳橫掃各項青少年賽事，在眾多同輩中袁振昇更被公認為最具潛質及技術，有「男拔戴志偉」的稱號，
他於11歲因足球獲香港名校拔萃男書院取錄，隨即便成為校隊的王牌球員，亦為學校贏過香港學界冠軍，結果被當時仍在頂級聯賽的晨曦青年隊羅致，後來更入選成為香港青年軍的成員，惟他到14歲時身高仍只得約1米4，開始被教練棄用，發育遲緩亦令他對足球灰心，同年就讀中二的他，因只顧踢足球而影響學業，最終他被父母供送往英國讀書放棄足球夢，結果他直到18歲才開始發育長高，並不負眾望在倫敦金士頓大學畢業，雖然他是大學校隊的三隊成員，閒時在當地亦有踢業餘聯賽，但在8年裡他真正踢球時間只是很少。

## 球會生涯

### 晨曦
在2015年，袁振昇大學畢業後決定回港，惟由於在香港當職業球員根本沒有保障，他幾經考慮後選擇投身銀行界過安穩生活，雖然他回港後曾有入場觀看港超聯，亦有跟舊隊友見過面，又曾經因「香港隊熱潮」而心動過，但始終要投身足球這行業太沒有保障，要顧慮的實在太多，不過仍愛踢足球的他卻得到甲組聯賽的非職業球會晨曦招攬，加上獲銀行老闆支持，袁振昇可在工餘時間踢甲組。
加盟後，他為晨曦兩奪初級組足總盃及甲組聯賽冠軍，又隨香港明星隊到上海參與中歐明星賽。效力晨曦期間，他曾獲中國內地球會聯絡。
直到2016年尾，他辭去銀行職業後，身為其好朋友兼港超球員方栢倫便邀請他到飛馬跟操，而飛馬更有意在1月轉會窗簽他，但由於袁振昇已答應晨曦踢多半季甲組，所以並沒有簽約，不過這亦令袁振昇萌生投身職業足球的想法。
他於2016/17球季在28場比賽當中取得40球，維持如此高效的入球率，只是僅僅落後黃大仙外援卡立的41球，屈居射手榜第二名。但亦無阻他榮膺當屆華人神射手，更在季尾協助晨曦奪得聯賽冠軍兼來季升班資格。
其後他獲恩師李志堅主動邀請到其執教的港超球會和富大埔跟操。

### 和富大埔
雖然晨曦最終選擇不升班上港超聯，但袁振昇隨即獲多間港超球會招手，考慮到不想繼續從事今非昔比的銀行業，決定挑戰自己追求夢想，在2017年5月與和富大埔簽約，進軍職業球壇，並獲球會給予足球運動裡往往被視為皇牌射手的9號球衣。
2017年9月9日，他在對東方龍獅的第二場聯賽在38分鐘後備入替受傷的謝家強，迎來職業球員生涯的處子戰，即在64分鐘乘葉鴻輝撲出不遠，門前補中取得職業生涯首個入球，兼協助大埔最終反勝3–1勝出。9月17日，他隨即在接著對標準流浪的聯賽獲派正選機會，並不負眾望，在上半場補時階段頭槌破網，連續兩場取得入球外，還協助和富大埔以3–0勝出。

### R&F富力
2018年夏天，袁振昇轉會到R&F富力。在2019年1月21日，他被外借至香港飛馬。2020年1月5日菁英青B組賽事、下半場被元朗法比奥踢傷、要入醫院。

## 國際賽生涯
袁振昇於首季征戰港超聯便獲香港代表隊教練團垂青，於2017年12月13日，繼2006年在主場為香港U15代表隊出戰國際青年邀請賽後，相隔11年再獲香港隊徵召參與第40屆省港盃的名單，而他更獲香港隊教練郭嘉諾視作他為陳肇麒接班人，並指袁振昇擁有高大身型和用球能力，對於香港隊的未來很重要。而他於1月4日主場對廣東隊的首回合，在87分鐘後備入替羅港威首度代表香港亮相，結果協助香港以2–0勝出兼五年來首度主場獲勝，其後再於作客的次回合正選上陣，雖然香港於法定時間和加時後仍以0–2不敵廣東，但兩回合合計以2–2賽和，而香港結果在互射12碼以4–2擊敗廣東，重奪失落五年的省港盃冠軍。
2019年1月9日，袁振昇在主埸4-0大勝廣東隊的省港盃次回合射入一球，助香港捧盃。

## 榮譽
日之泉JC晨曦
- 香港初級組足總盃冠軍（2015–16、2016–17季度）
- 香港甲組聯賽冠軍（2016–17季度）

和富大埔
- 香港預備組聯賽冠軍（2017–18季度）

香港代表隊
- 省港盃冠軍（2018、2019年）
- 港澳埠際賽冠軍（2019年）

## 外部連結
- 香港足球總會網頁球員註冊資料（页面存档备份，存于）